# Pilar Fogliati
María del Pilár Fogliati, detta Pilar (Alessandria, 28 dicembre 1992), è un'attrice italiana.

## Biografia
È nata ad Alessandria durante una vacanza dei suoi genitori, romani, presso la loro famiglia piemontese d'origine. Deve il nome María del Pilar alla nonna paterna, argentina e a sua volta d'origine polacca, emigrata in Sudamerica con la famiglia nell'anteguerra.
Cresce a Mentana, nell'hinterland romano, e inizia ad appassionarsi alla recitazione a sedici anni, quando i suoi genitori la iscrivono a un corso di teatro amatoriale. Successivamente si diploma presso l'Accademia nazionale d'arte drammatica. Tra i punti di riferimento attoriali ha citato Monica Vitti e Paola Cortellesi.
Poco più che ventenne inizia a recitare in teatro, mentre nel 2015, a ventitré anni, interpreta Betta nella miniserie televisiva Il bosco. Nel 2016 arriva il salto sul grande schermo con la partecipazione al film Forever Young di Fausto Brizzi.
Tra il 2017 e il 2021 interpreta l'etologa Emma Giorgi, una dei protagonisti nella fiction Un passo dal cielo. Frattanto nel 2019, con Extra Factor, conduce per la prima volta un programma televisivo affiancando il cantante Achille Lauro. In questi anni acquista ulteriore popolarità grazie a un video, divenuto virale, in cui imita tutte le parlate dei quartieri romani.
Dal 2021 è protagonista della fiction Cuori a fianco di Daniele Pecci e Matteo Martari. Nell'autunno 2022 è dapprima madrina della quarantesima edizione del Torino Film Festival e poi protagonista della serie Odio il Natale. L'anno seguente torna al cinema con Romantiche, film che rappresenta anche il suo debutto alla regia; per quest'opera prima, viene premiata come migliore attrice in un film commedia ai Nastri d'argento 2023, dove ha anche ricevuto il premio Wella per l'immagine. Bissa la vittoria ai Nastri d'argento nel 2024, stavolta per il suo ruolo in Romeo è Giulietta.
Nel 2024 la rivista Forbes Italia l'ha inserita tra le cento donne di successo in Italia. Nel 2025 ha fatto parte del cast corale, nei panni di Lara, del film Follemente di Paolo Genovese.

## Filmografia

### Attrice

#### Cinema
- Forever Young, regia di Fausto Brizzi (2016)
- Gli indifferenti, regia di Leonardo Guerra Seràgnoli (2020)
- Corro da te, regia di Riccardo Milani (2022)
- Romantiche, regia di Pilar Fogliati (2023)
- Romeo è Giulietta, regia di Giovanni Veronesi (2024)
- Confidenza, regia di Daniele Luchetti (2024)
- Finché notte non ci separi, regia di Riccardo Antonaroli (2024)
- Follemente, regia di Paolo Genovese (2025)

#### Televisione
- Che Dio ci aiuti – serie TV, 1 episodio (2014)
- Il bosco, regia di Eros Puglielli – miniserie TV, 4 puntate (2015)
- Fuoco amico TF45 - Eroe per amore – serie TV, 8 episodi (2016)
- Un passo dal cielo – serie TV, 36 episodi (2017-2021)
- Non dirlo al mio capo – serie TV, episodio 1x05 (2016)
- Extravergine – serie TV, 10 episodi (2019)
- Mai scherzare con le stelle!, regia di Matteo Oleotto – film TV (2020)
- Cuori – serie TV (2021-in corso)
- Odio il Natale – serie TV (2022-2023)
- Raul Gardini, regia di Francesco Miccichè – docufilm (2023)

#### Video musicali
- Straordinario di Chiara Galiazzo (2015)

### Regista
- Romantiche (2023)

### Sceneggiatrice
- Romantiche (2023)
- Romeo è Giulietta (2024)

## Programmi televisivi
- Xtra Factor (2019)

## Doppiaggio

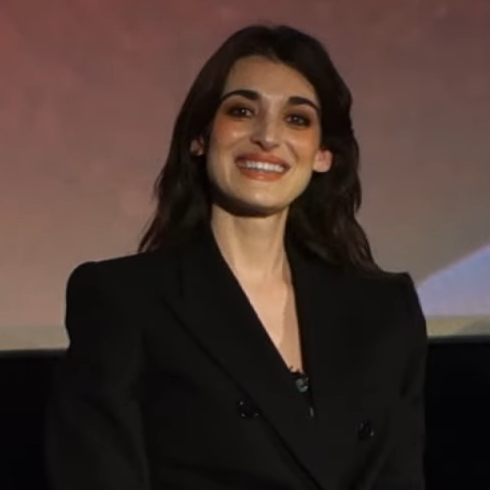
Pilar Fogliati nel 2024, alla conferenza stampa di presentazione dell'edizione italiana di Inside Out 2.

- Blossom in IF - Gli amici immaginari
- Ansia in Inside Out 2
- Claudia ne Il Baracchino

## Riconoscimenti
- Forbes Italia
  - 2024 – Inserimento tra le cento donne di successo in Italia[19]
- Nastro d'argento
  - 2023 – Migliore attrice in un film commedia per Romantiche[16]
  - 2023 – Premio Wella per l'immagine[17]
  - 2024 – Migliore attrice in un film commedia per Romeo è Giulietta[18]
  - 2025 – Migliore attrice in un film commedia per Follemente